# Carlos Enrique Rodríguez
Carlos Enrique Rodríguez Arango (Bogotá, 1949) es un escultor de Colombia. 

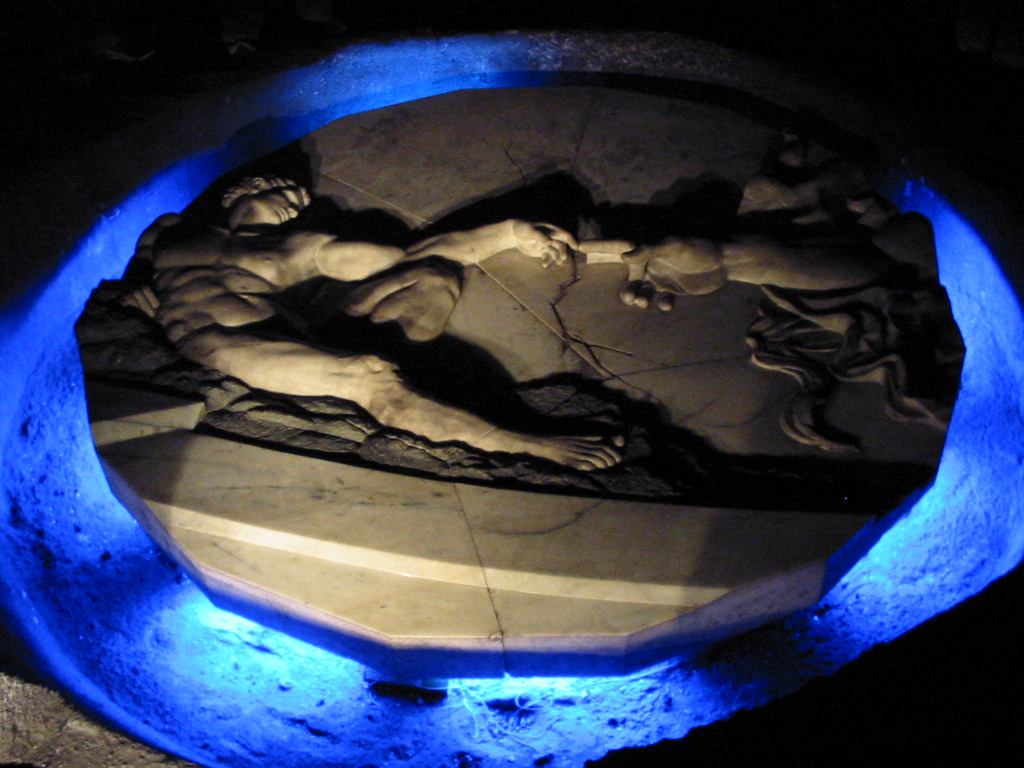
La creación del hombre, en la Catedral de Sal de Zipaquirá.

## Datos biográficos
Nacido  en Bogotá, Rodríguez Arango estudió en la Universidad Nacional de Colombia, después viajó a los Estados Unidos para continuar su formación en el "Seminole Junior College" de Stanford. Regresó a Bogotá, donde ingresó en la escuela "David Manzur". Posteriormente recabó en la ciudad italiana de Carrara, donde asistió a la escuela "Pietro Tacca" y a la "accademia Di Belle Arti di Carrara".
Obras
Es el autor de la escultura titulada La creación del hombre, relieve basado en el fresco de la Capilla Sixtina pintado por Miguel Ángel Buonarroti; está instalado en la Catedral de Sal de Zipaquirá.